# Эльбские Песчаниковые горы
Эльбские Песчаниковые горы (нем. Elbsandsteingebirge, чеш. Labské pískovcové pohoří) — горный массив из песчаника на верхнем течении реки Эльбы в Германии и Чехии.
Немецкая часть называется Саксонской Швейцарией (примерно 3/4 территории), чешская — Чешской Швейцарией (1/4).
Самым известным местом является «Бастай» недалеко от Пирны.